# 테슬라 로드스터 (2020)
테슬라 로드스터(Tesla Roadster)는 일론 머스크가 창립한 전기자동차 생산회사 테슬라에서 제조한 배터리식 4인승 로드스터 스포츠카이다. 테슬라는 이 차가 1.9초 안에 60 mph을 지나갈 수 있다고 밝혔다.2세대 테슬라 로드스터는 2008년 출시된 테슬라 로드스터의 후속작이다.
테슬라 CEO 일론 머스크는 로드스터가 수정된 테슬라 모델 S가 출시된 이후에 판매될 것이라고 밝혔다. 머스크는 약 10개의 냉기 추진기가 장착된 스페이스X 패키지를 포함해 기본 사양을 넘어서는 고성능 출력을 할 수 있다고 밝혔다.

## 개요

### 역사
2008년식 테슬라 로드스터의 생산 가동이 끝날 때 일론 머스크는 로터스 섀시가 없는 새로운 버전의 로드스터가 2014년부터 생산될 것이라고 밝혔다. 새로운 로드스터는 2014년에 처음으로 공개되었다. 당시에는 테슬라 모델 R 이라고도 하였다.
2015년, 일론 머스크는 더 빠른 새로운 로드스터를 구상 중이라고 말하였다. 2016년 12월 일론 머스크의 트윗은 두 번째 로드스터를 구상 중이지만 여전히 "진전이 없다"고 재확인했다.  두 번째 로드스터는 Franz von Holzhausen이 디자인했다.
로드스터의 2020 버전은 2017년 11월 16일 테슬라 세미 이벤트가 끝났을 때 처음 공개되었다. 자동차는 $200,000 정도일 것이라고도 일론 머스크는 말했다. 차량을 사전 주문하기 위해 첫 $5,000의 $50,000 보증금을 즉시 지불한 사람들을 위해 시험 운전을 할 수 있도록 서비스가 제공되었다. 테슬라의 다양한 세계 기록 속도와 같은 티저 이후의 추가 정보는 그것이 깨질 것이라고 말했다.
2018년 6월, 일론 머스크는 로드스터용 "스페이스X 옵션 패키지"라는 잠재적 기능을 공개했다. 이것은 기동성을 향상하기 위해 차에 약 10개의 차가운 가스 추진기를 추가할 것이다. 냉각 제트 추진력을 생성하기 위해 추진 노즐을 통해 흐르는 압축 공기를 제공하는 데 사용되는 공기탱크를 재충전하는 전기 펌프를 포함할 것이다. Falcon 9 및 Falcon Heavy 로켓에도 사용되는 "복합 오버 랩핑 압력 용기"(COPV)를 기반으로 하는 공기탱크는 뒷좌석을 대체한다. 스러 스터는 코너링, 가속, 최고 속도 및 제동을 개선하는 데 사용된다. 일 압력은 10,000 파운드 매 제곱인치 (690 bar)

### 선주문 마케팅
로드스터의 선주문은 2017년에 시작되었으며 미화 50,000달러의 보증금이 필요하다. 추천 프로모션 프로그램에 참여하는 Tesla 소유자는 추천 횟수를 기준으로 로드스터 구매에 대한 할인을 누적하기 시작했다. 확인된 추천이 55명에 도달한 사람들은 향후 로드스터 구매에 대해 100% 리베이트를 받았다.

### 가격
기본 모델은 미화 20만 달러에 판매될 것으로 예상되었지만 파운더 시리즈로 알려진 최초의 1,000대는 25만 달러에 판매될 예정이다. 후자의 차량을 사전 주문하려면 전체 결제가 필요하다.

## 디자인

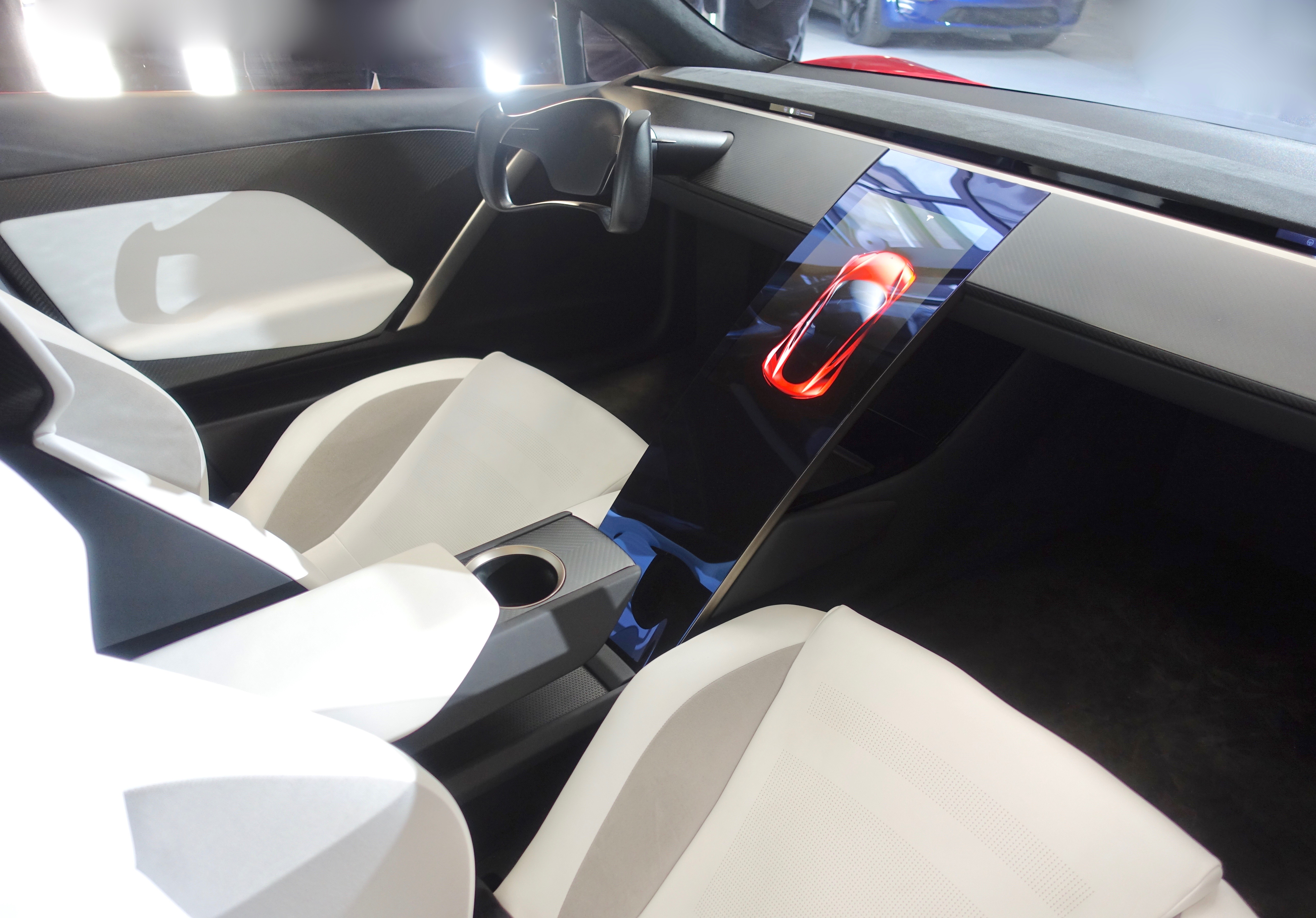
2세대 테슬라 로드스터 인테리어

2세대 Tesla Roadster는 탈착할 수 있는 유리 지붕이 있는 2+2쿠페이다. 이전에는 마쓰다와 폭스바겐에서 근무한 Franz von Holzhausen이 설계했다. 로드스터는 2+2좌석 배치를 갖추고 있으며 2명의 승객을 위한 더 작은 뒷좌석이 있다.
로드스터에는 3개의 전기 모터가 있으며, 하나는 앞쪽과 뒤쪽에 두 개가 있으며 전륜구동이 가능하고 코너링 중 토크 벡터링이 가능하다. 테슬라는 차량이 200 kWh (720 MJ) 가지고 있다고 말했다.    배터리, 기존 테슬라 자동차에서 가장 큰 배터리 용량의 두 배 ( 테슬라 모델 S 또는 테슬라 모델 X 퍼포먼스 또는 롱 레인지 X). 테슬라는 로드스터가 620 마일 (1,000 km) 을 가질 것이라고 말했다.  고속도로 속도에서 단일 요금으로  범위. 테슬라는 바퀴의 토크는 10,000 뉴턴 미터 (7,400 lb·ft) 테슬라 로드스터 (2020)은 뒷바퀴가 앞바퀴보다 크다.

## 성능

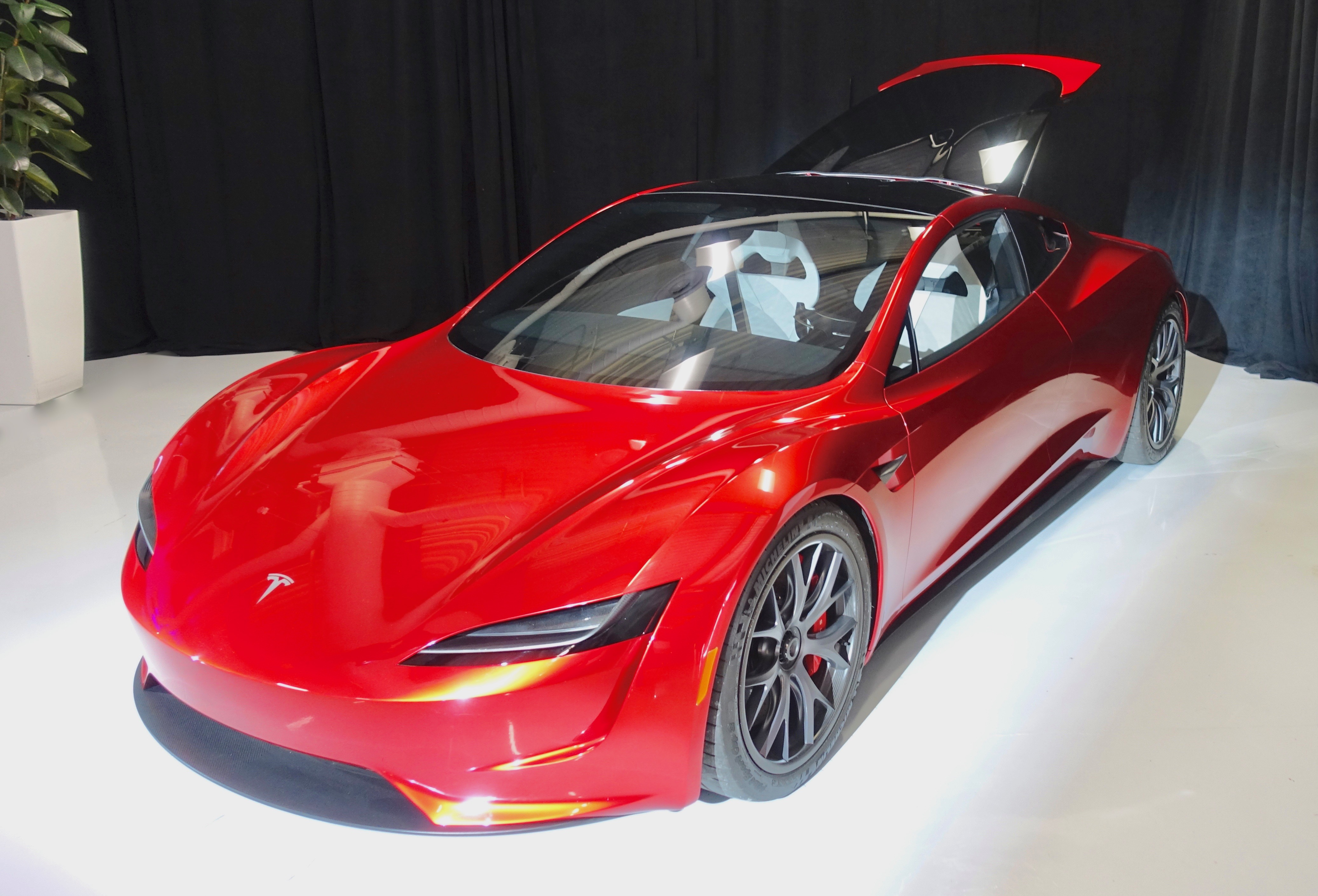
2세대 테슬라 로드스터 (2019)

Musk는 로드스터의 프로토타입에 대해 다음과 같이 주장하였다.
- 0–62 마일 매 시 (0–100 km/h) in 1.9 seconds (without specifying if this includes a 1-foot rollout or not, or whether thrusters are used or not)
- 0–62 마일 매 시 (0–100 km/h) in 2.1 seconds for the base model before adding rocket thruster option (without specifying if this includes a 1-foot rollout or not)

0 to 1⁄4 마일 (0 to 400 m) 주장 시간 400 킬로미터 매 시 (250 mph) 위의 최고 속도로 9 초 미만 것. 생산 로드스터는 이러한 성능 수치를 달성 할 경우, 능가 할 것 초차 2019을 새로운 설정한다. 생산 차 기록 아직 0–100 킬로미터 매 시 (0–62 mph) 더했던 어느 것도을, 2.0 초 또는 1/4 초 1/4 초   마일.머스크는 성능을 언급하면서 "이것이 우리가 프로토타입에서 달성하고 있는 것"이라고 말하면서, 생산 모델에서 성능이 향상될 수 있으며 언급된 숫자는 예상된 "기본 모델"을 나타낸다.   

## 분석
Bloomberg LP가 완료한 연구에 따르면 Bloomberg New Energy Finance의 전기 자동차 분석가인 Salim Morsy의 의견에 따르면 충전 당 범위에 대한 추정치는 낙관적이다. 테슬라의 최신 약속이 배터리의 법칙을 위반한다는 기사에서 Morsy는 주장된 배터리 용량이 로드스터의 작은 프레임에 비해 너무 큰 배터리가 필요하다고 지적했다. "저는 지난주에 본 자동차에 200킬로와트시가 찼다고 생각하지 않는다. 지금은 그렇게 할 수 없다고 생각한다. " Morsy의 분석은 "이것이 우리가 프로토타입에서 달성하고 있는 것"이라고 언급한 Musk와 직접 모순된다.
카네기 멜런 대학교의 기계공학 교수인 Venkat Viswanathan은 Jalopnik 에게 0–60 mph (0–97 km/h) 의 1.9초 수치라고 말했다. 예상 배터리 용량 833 kg (1,836 lb) 감안할 때가 합리적으로 보였다. 그는 가속 클레임의 타당성은 필요한 타이어에 적합한 타이어를 사용할 수 있다고 가정했다.
2018년 8월 23일 Jay Leno의 Garage 방송 시리즈 12, 시리즈 12에서는 디자이너 Franz von Holzhausen과 함께 테슬라 로드스터 프로토타입에 제이 레노가 등장했다.

## 비디오 게임에서의 등장
- 3D운전교실

## 같이 보기
- 니오 EP9
- 리막 컨셉 원
- 리막 네베라
- 메르세데스 벤츠
- 아스파크 아울
- 피닌파리나 바티스타
- 로터스 이비야